# Conde de Belmonte
Conde de Belmonte é um título nobiliárquico criado por D. João, Príncipe Regente de D. Maria I de Portugal, por Decreto de 13 de Maio de 1805, em favor de D. Vasco Manuel de Figueiredo Cabral da Câmara, antes Alcaide-Mor do Castelo de Belmonte, Senhor de Azurara de juro e herdade, Senhor de Manteigas de juro e herdade, Senhor de Moimenta da Serra de juro e herdade, Senhor de Tavares de juro e herdade, Senhor do Morgado dos Cabral em Belmonte.
Usaram armas plenas de Cabral e mais tarde, com o casamento do 3.° Conde com uma neta de monarca, esquartelado de Armas Reais, Figueiredo, Camara e Cabral, encimado com coroa de Conde.￼
Titulares
1. D. Vasco Manuel de Figueiredo Cabral da Câmara, 1.º Conde de Belmonte, Senhor de Azurara de juro e herdade, Senhor de Manteigas de juro e herdade, Senhor de Moimenta da Serra de juro e herdade, Senhor de Tavares de juro e herdade, Senhor do Morgado dos Cabral em Belmonte;
2. D. José Maria de Figueiredo Cabral da Câmara, 2.º Conde de Belmonte, Senhor de Azurara de juro e herdade, Senhor de Manteigas de juro e herdade, Senhor de Moimenta da Serra de juro e herdade, Senhor de Tavares de juro e herdade, Senhor do Morgado dos Cabral em Belmonte;
3. D. Vasco António Baltazar da Madre de Deus de Figueiredo Cabral da Câmara, 3.º Conde de Belmonte, Senhor do Morgado dos Cabral em Belmonte, casado com D. Maria do Carmo Carlota Josefa Joana Francisca de Assis Xavier de Paula Micaela Gabriela Rafaela Luísa Gonzaga de Mendoça Rolim de Moura Barreto (filha de Nuno José Severo de Mendoça Rolim de Moura Barreto, 1.° Duque de Loulé e da Sereníssima Infanta Senhora Dona Ana de Jesus Maria de Bragança);
4. D. Vasco Maria de Figueiredo Cabral da Câmara, 4.º Conde de Belmonte.

Após a Implantação da República Portuguesa, e com o fim do sistema nobiliárquico, usaram o título: 
1. D. Vasco Maria de Figueiredo Cabral da Câmara, 5.º Conde de Belmonte;
2. D. Vasco Maria d'Orey de Figueiredo Cabral da Câmara, 6.º Conde de Belmonte.[2]